# Christoph Vogl
Christoph Vogl (ook wel: Vogel) (Tremersdorf bei Amberg, 14 mei 1722 - Weingarten, 18 januari 1767) was een Duits priester, benedictijn en componist.
Vogl legde op 19 april 1744 zijn eeuwige geloften af bij de benedictijnen van de Abdij Weingarten. Hij werd in 1750 priester gewijd. Hij werkte in zijn abdij als bibliothecaris en als kopiist van oude manuscripten. De annalen van het klooster beschrijven hem als een vredelievend mens en als een trooster van armen en vertwijfelden. Ook maken die boeken gewag van Vogls grote talent als luitist. In elk geval was hij in staat om naast zijn gewone werkzaamheden een tamelijk groot oeuvre aan muziekstukken te vervaardigen. Daaronder zijn vele missen, requiems, vesperspsalmen, Maria-antifonen, Magnificats en litanieën. Zijn werk wordt niet zo regelmatig uitgevoerd. Niettemin geldt hij als een van de verbindende figuren tussen de laat-barok (met zijn strenge contrapuntiek) en de periode van de klassieke stijl.
- Gemeinsame Normdatei: 13923621X
- International Standard Name Identifier: 0000 0000 7103 0187
- Library of Congress Control Number: no2004092468
- Virtual International Authority File: 139149841999602841588